# 270e division de fusiliers motorisés
Pour les articles homonymes, voir 270e division.
La 270e division de fusiliers motorisés (russe : 270-я мотострелковая дивизия, numéro d'unité militaire 61304) est une grande unité militaire de l'Armée de terre soviétique puis russe. La division est créée en 1970 près de Khabarovsk en Extrême-Orient russe. En 2010, la division est réduite sous le nom de 243e base de stockage et d'entretien d'armes et d'équipements (russe : 243-я база хранения и ремонта вооружения и техники), rapidement abandonnée.

## Historique

### Guerre froide
En 1967, le 882e régiment de fusiliers motorisés, basé à Gorky dans le district militaire de Moscou, est transféré dans le district militaire d'Extrême-Orient afin de former une nouvelle division. Il s'installe d'abord à Kniazé-Volkonskoïé (de), près de Khabarovsk, où il est subordonné à la 129e division école de fusiliers motorisés (en),.
Le 3 mars 1970, la nouvelle division est formée sous le nom de 270e division de fusiliers motorisés et s'installe à Khabarovsk-41 (village de Krasnaïa Retchka (pl)),. Elle est constituée des unités suivantes :
- 102e régiment de fusiliers motorisés (numéro d'unité militaire 44436?[4]),
- 478e régiment de fusiliers motorisés (numéro d'unité militaire 44436?[5]),
- 882e régiment de fusiliers motorisés (numéro d'unité militaire 51460),
- 509e régiment de chars (numéro d'unité militaire 52305),
- 410e régiment d'artillerie (numéro d'unité militaire 52766),
- 426e régiment d'artillerie antiaérienne,
- 155e groupe (divizion) de missiles,
- 192e groupe antichar (numéro d'unité militaire 52409),
- 82e bataillon de renseignement (numéro d'unité militaire 12345),
- 403e bataillon du génie et de sapeurs (numéro d'unité militaire 44550),
- 936e bataillon de transmissions (numéro d'unité militaire 44289),
- 85e bataillon chimique (numéro d'unité militaire 59309),
- Bataillon d'entretien et de réparation,
- Bataillon médical,
- 1146e bataillon logistique (numéro d'unité militaire 48751),
- Bureau de contre-espionnage (numéro d'unité militaire 33911).

La division est subordonnée à la 15e armée combinée du district militaire d'Extrême-Orient.

### Unité russe
Le 11 octobre 1993, la 15e armée est dissoute et renommée 43e corps d'armée, lui-même dissous le 1er mai 1998. Le quartier général de la division déménage dans celui de la 15e armée dissoute. Le 882e régiment quitte la division le 1er septembre 1997.
En 2010, la division est dissoute et réduite comme 243e base de stockage et d'entretien d'armes et d'équipements,, comptant notamment 120 BMP-1 et 41 T-80. La base est abandonnée quelques années plus tard (vers 2015 ?).